# Flacé-lès-Mâcon
Pour les articles homonymes, voir Flacé.
Flacé-lès-Mâcon est une ancienne commune française du département de Saône-et-Loire en région Bourgogne-Franche-Comté. Elle est rattachée à la commune de Mâcon depuis le 1er janvier 1965.

## Géographie

### Localisation
Avant sa fusion avec la commune de Mâcon, Flacé était localisée au nord de cette dernière et au sud de Sancé. Le village s'étendait sur la rive occidentale de la Saône, entre la Bresse à l'est et les monts du Beaujolais au sud.
Elle était située à 35 kilomètres à l'ouest de Bourg-en-Bresse (préfecture du département de l'Ain dont la commune est limitrophe), à 65 kilomètres au nord de Lyon, à 400 kilomètres de Paris, à 150 kilomètres de Genève.

### Hydrographie

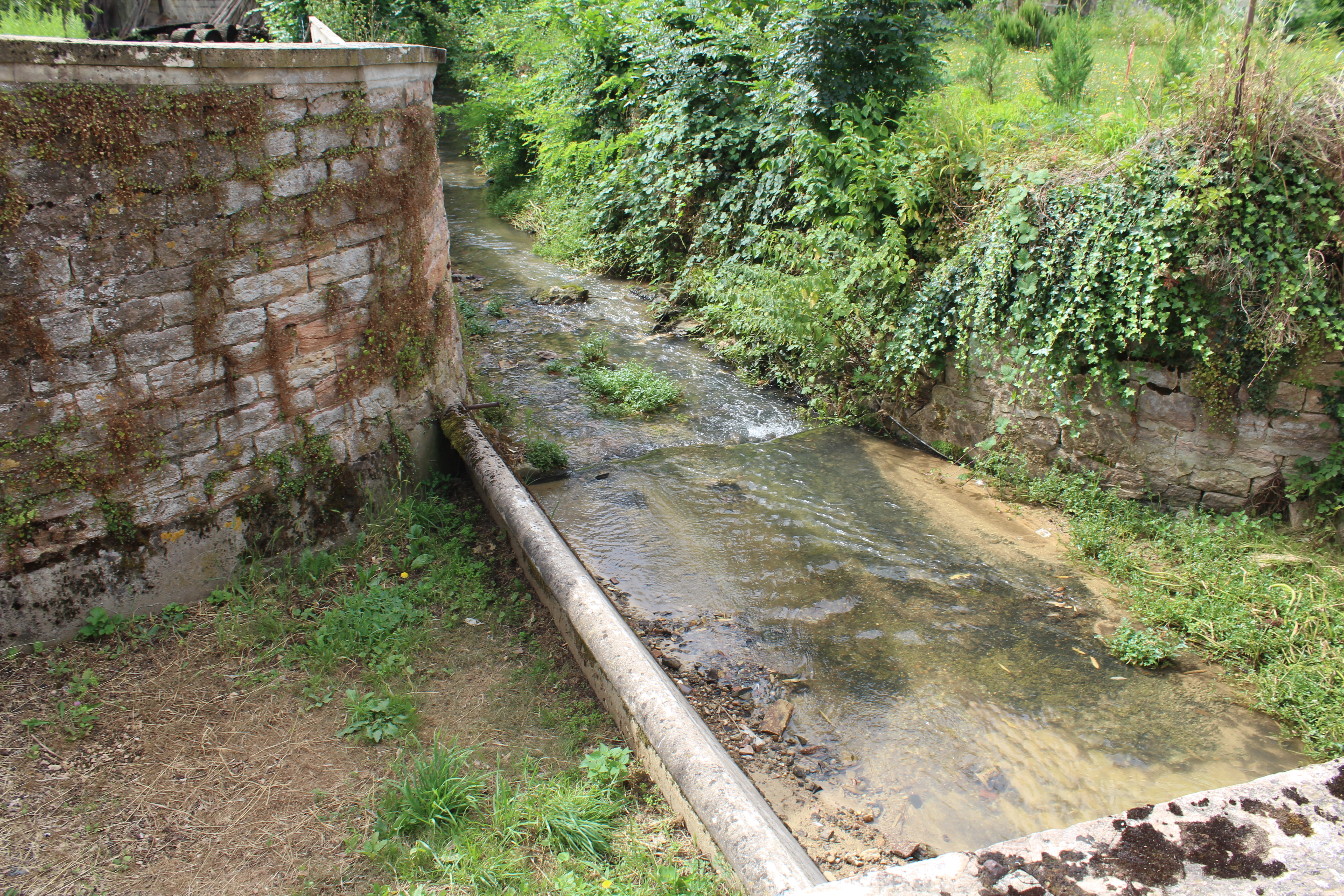
L'Abyme vers le vieux bourg.

- La Saône faisait la frontière est avec Replonges, commune du département de l'Ain.
- L'Abyme passait à l'ouest par Hurigny et se jetait dans la commune dans la Saône vers l'actuelle Maison mâconnaise des vins.

### Climatologie
Climat tempéré à légère tendance continentale. Voici les valeurs climatiques de 1961 à 1990 :
| Mois                              | jan. | fév. | mars | avril | mai  | juin | jui. | août | sep. | oct. | nov. | déc. | année |
| --------------------------------- | ---- | ---- | ---- | ----- | ---- | ---- | ---- | ---- | ---- | ---- | ---- | ---- | ----- |
| Température minimale moyenne (°C) | −0,6 | 0,7  | 2,5  | 5,2   | 8,9  | 12,3 | 12,4 | 13,9 | 11,1 | 7,5  | 2,9  | 0,1  | 6,6   |
| Température moyenne (°C)          | 2,1  | 4    | 6,8  | 10    | 13,9 | 17,5 | 20,1 | 19,4 | 16,4 | 11,7 | 6    | 2,7  | 10,9  |
| Température maximale moyenne (°C) | 4,9  | 7,3  | 11,1 | 14,8  | 18,9 | 22,8 | 25,7 | 24,9 | 21,7 | 15,9 | 9,1  | 5,3  | 15,2  |
| Précipitations (mm)               | 66,3 | 60,9 | 58,7 | 69,4  | 85,9 | 74,7 | 58,1 | 77,1 | 75,7 | 71,7 | 72,7 | 70,4 | 841,4 |

### Voies de communication

#### Routes
- L'Autoroute A6 (Axe Paris-Lyon) traverse l'ouest de l'ancienne commune. Elle permet de rejoindre la capitale, Lyon mais aussi Marseille par l'intermédiaire de l'Autoroute A7 qui est le prolongement de l'A6 à Lyon.
- La Nationale 6, longe la Saône et est aujourd'hui déclassée en route départementale, elle porte le nom de D906.
- La route départementale D82 est la voie qui traverse le bourg du village. Commençant dans le centre de Mâcon au rond-point de la Maison du Coq vers le square de la Paix, la route entre dans Flacé au rond-point des Lycées puis continue sa route vers l'ouest à Hurigny.
- La route départementale 103 commence au pont de Marbé qui continue vers le nord en direction de Sancé.

#### Voies cyclables
Le long de la Saône, la partie sud de la Voie Bleue relie Mâcon à Tournus, ce qui permet aux cyclistes d'éviter le trafic routier important de la route nationale 6. Cette voie commence dans le territoire communal et est reliée à la voie verte de Bourgogne du Sud par l'intermédiaire d'une liaison passant par les quais de Saône.

#### Voies ferroviaires
La Ligne PLM qui relie la capitale à Lyon et Marseille est la seule voie ferroviaire qui traverse le village. Elle dessert la gare SNCF Mâcon-Ville située dans la cité Lamartine.

#### Transports urbains
Flacé étant un quartier de Mâcon, il est desservi par le réseau de transports urbains Tréma, dont l'autorité organisatrice est le SITUM (Syndicat intercommunal des transports urbains du Mâconnais - Val de Saône). Le SITUM est constitué actuellement de trois membres : la CAMVAL (26 communes) et les communes de Chaintré et Crêches-sur-Saône. Le PTU du SITUM s'étend donc sur 28 communes au total.
Les lignes passant dans le territoire sont les lignes A, B, C, D et G.

## Toponymie
Durant les siècles, on a associé le village à différents noms :
- 928 : Flaciaco
- Xe siècle : Flacciacum
- XIe siècle : Flassiaco
- 1478 : Flacié
- 1543 : Flacé
- 1685 : Flassé
- 1760: Flacey
- 1845 : Flacé
- 1933 : Flacé-lès-Mâcon

Aujourd'hui, le quartier est nommé simplement Flacé puisqu'elle est intégrée à Mâcon.

## Histoire
On a des traces de l'ancienne commune de l'époque gallo-romaine, et est dénommée Villa Flaciaco.
À compter du 11 novembre 1900, Flacé fut desservi par le train, à la suite de l'inauguration ce jour-là de la ligne de chemin de fer à voie étroite Mâcon-Fleurville via Lugny (ligne qui fonctionna, pour le trafic quotidien des voyageurs, jusqu'en 1931).
La fusion entre la préfecture et ce village fut tentée à maintes reprises notamment en 1941 lorsque le conseil municipal de Mâcon se donnait pour objectifs d'améliorer les conditions de vie des Flacéens, de permettre à Mâcon de se développer économiquement et démographiquement, faute de terrains. Outre ce développement, le développement démographique trop rapide de la commune la rendait très difficile à administrer.
Ancienne commune indépendante, Flacé-lès-Mâcon a été rattachée à Mâcon le 1er janvier 1965 après la signature de l'acte de fusion simple par Louis Escande et Jules Révillon, dernier maire de Flacé.
Il s'agit aujourd'hui d'un quartier résidentiel de la ville dont le cœur villageois est encore bien visible. Le territoire du nord de Mâcon correspond environ à celui de Flacé qui occupait 508 hectares avant la fusion.

## Démographie
| 1793 | 1806 | 1821 | 1876 | 1881 | 1886 | 1891 | 1896 | 1901 |
| ---- | ---- | ---- | ---- | ---- | ---- | ---- | ---- | ---- |
| 254  | 347  | 448  | 744  | 617  | 632  | 670  | 676  | 642  |

| 1906 | 1911 | 1921 | 1926 | 1931 | 1936 | 1946  | 1954  | 1962  |
| ---- | ---- | ---- | ---- | ---- | ---- | ----- | ----- | ----- |
| 658  | 669  | 703  | 788  | 842  | 957  | 1 125 | 1 398 | 3 002 |

## Lieux et monuments
- L'église Sainte-Eulalie est située à côté de la place centrale du village.
- Le château du Grand Four accueille depuis 1984[8] le mémorial citoyen, un musée du souvenir qui regroupe des objets de 1870 à aujourd'hui[9]. Les jeunes de la région passent leur Journée défense et citoyenneté dans ces lieux.
- Le château du Chalet est localisée à l'ouest de la mairie annexe.
- Un monument en l'honneur des soldats de l'ancienne commune morts aux combats trône sur la place centrale, la place Albert Desnoyers.

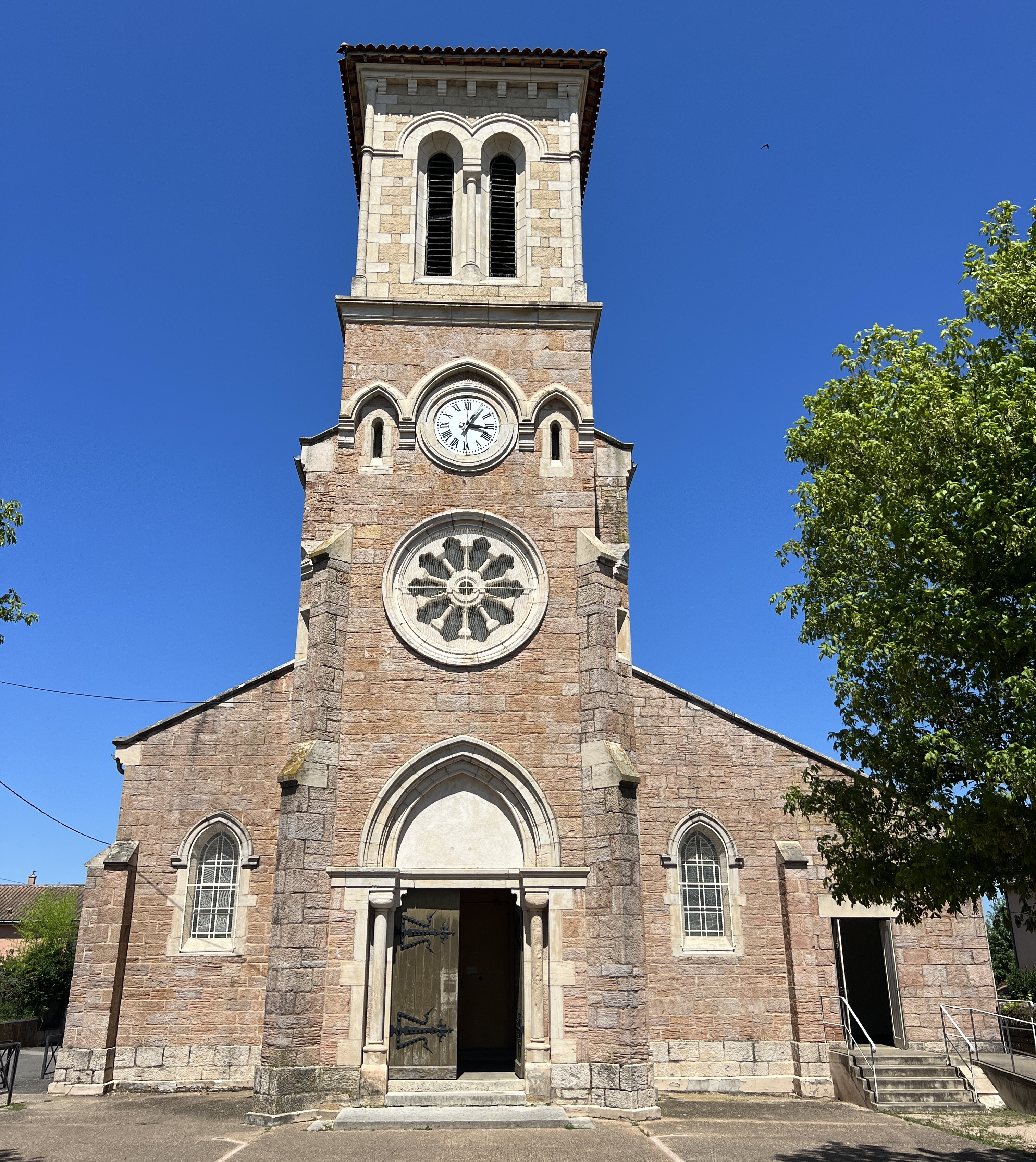
Église Sainte-Eulalie.
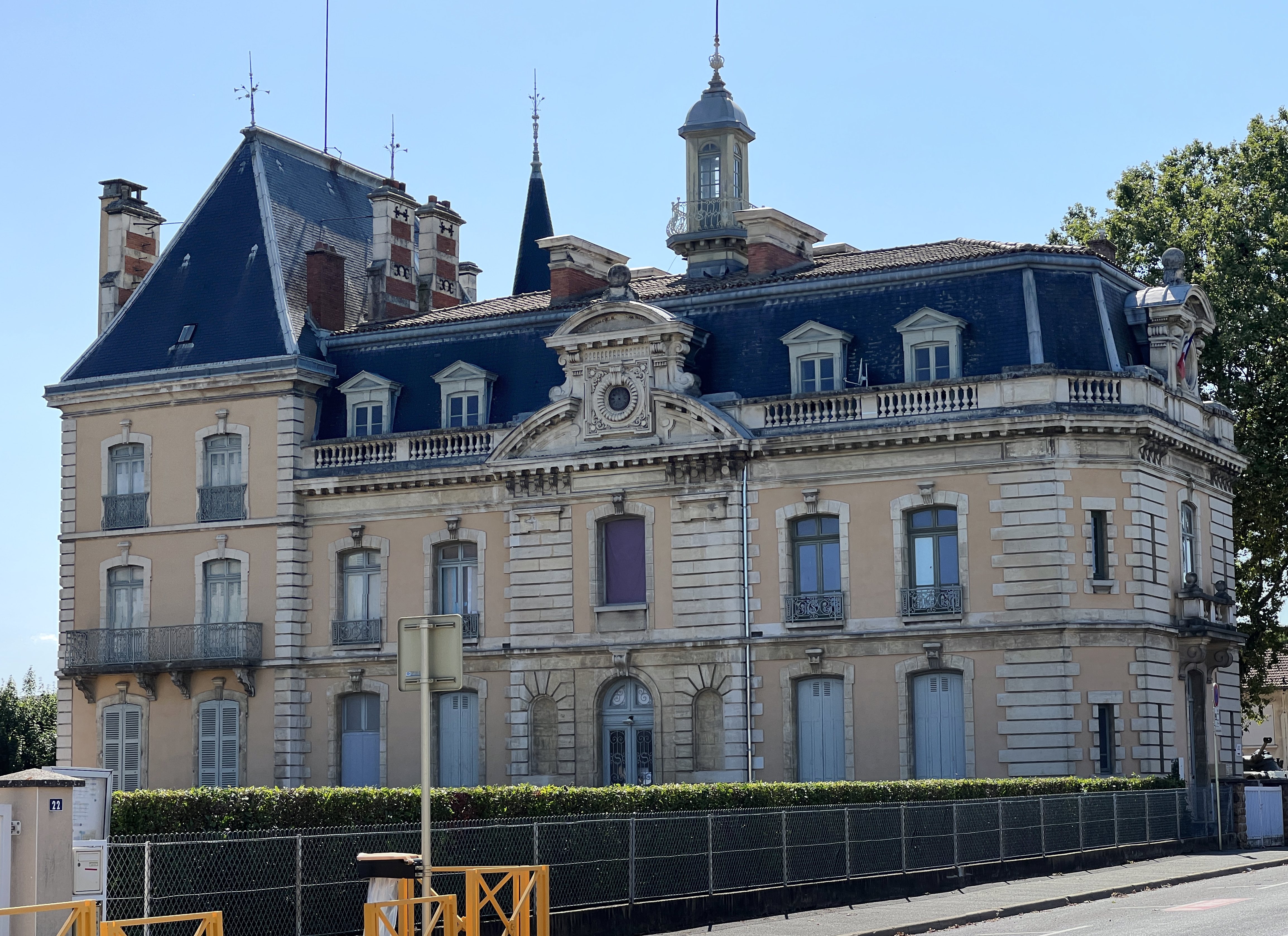
Château du Grand Four.
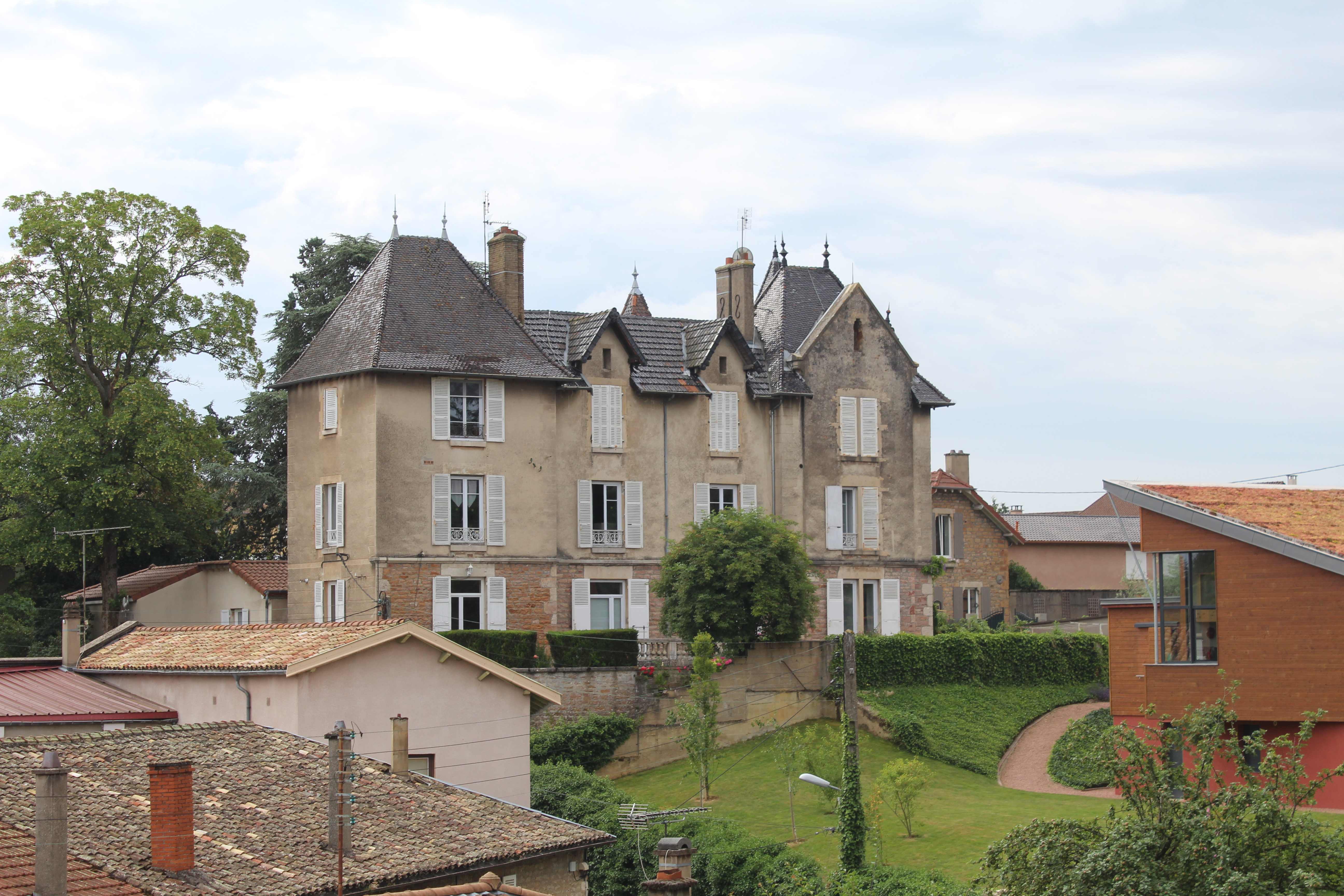
Château du Chalet.
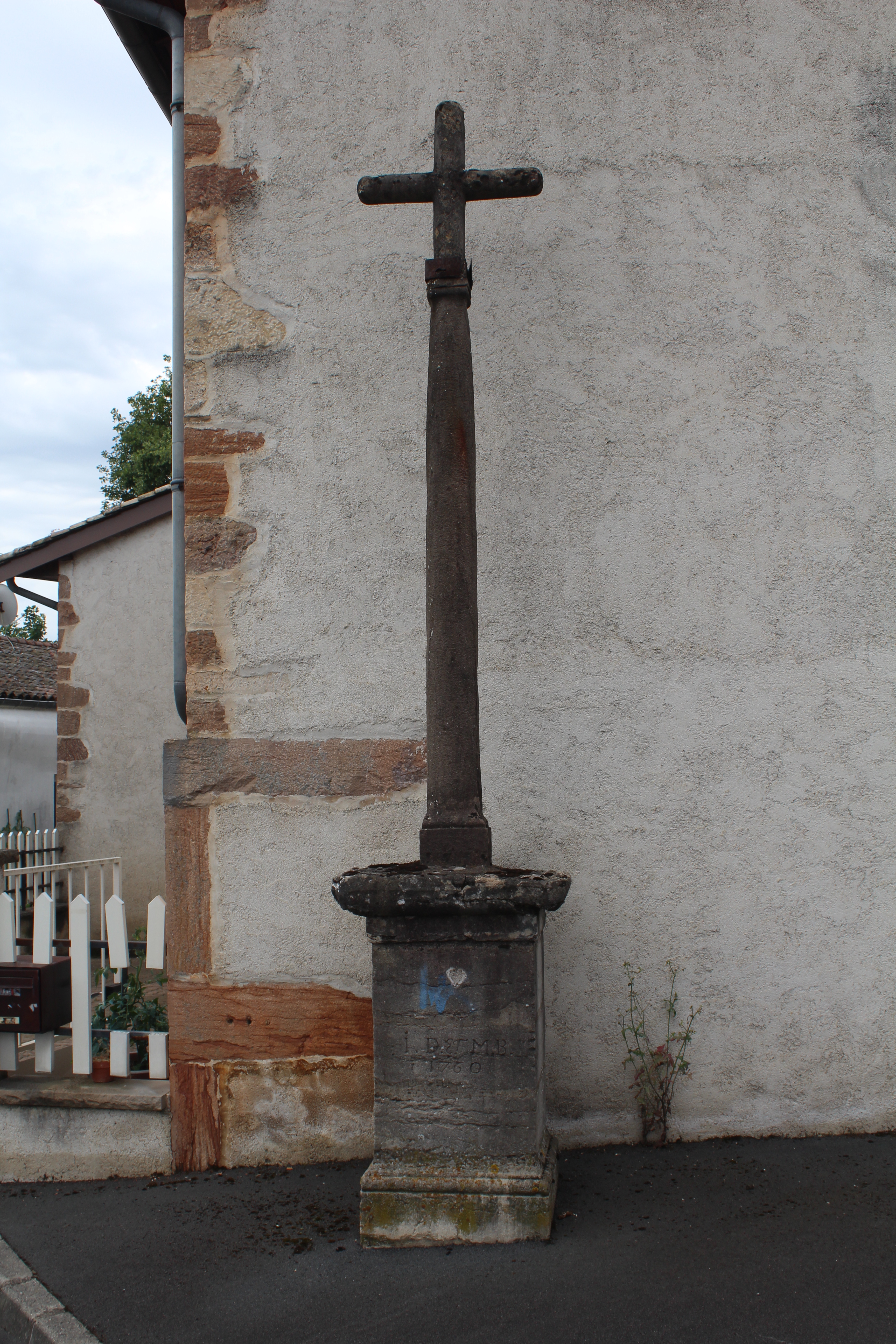
Croix dans le vieux bourg.
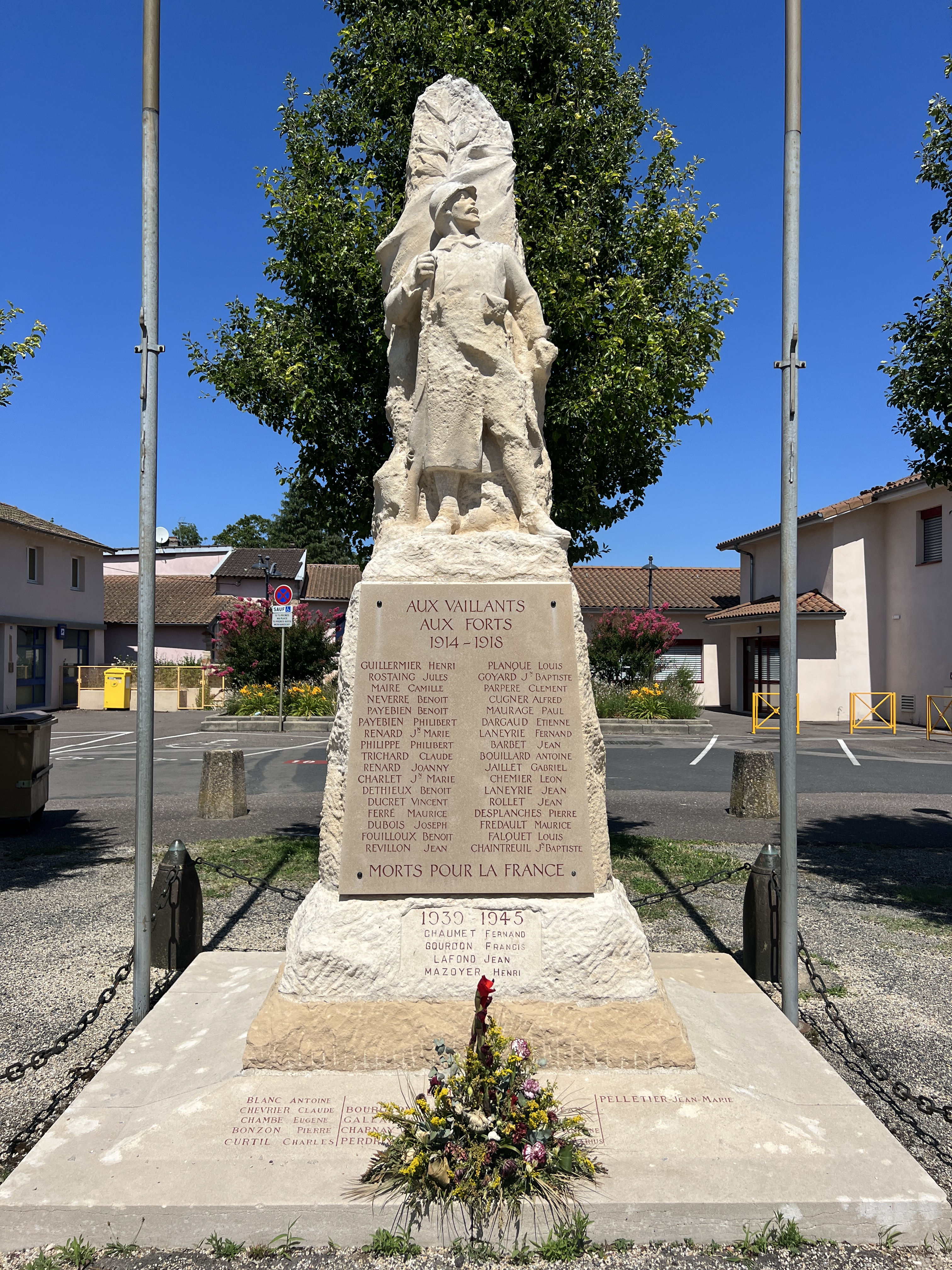
Monument aux morts.